# Derramaderos
Derramaderos är en ort i Mexiko.   Den ligger i kommunen Mexquitic de Carmona och delstaten San Luis Potosí, i den centrala delen av landet, 400 km nordväst om huvudstaden Mexico City. Derramaderos ligger 2 000 meter över havet och antalet invånare är 532.
Terrängen runt Derramaderos är varierad, och sluttar norrut. Runt Derramaderos är det ganska tätbefolkat, med 54 invånare per kvadratkilometer. Närmaste större samhälle är Ahualulco, 12,3 km norr om Derramaderos. Omgivningarna runt Derramaderos är i huvudsak ett öppet busklandskap.